# Magomedgadschi Abdurachmanowitsch Nurassulow
Magomedgadschi Abdurachmanowitsch Nurassulow (russisch Магомедгаджи Абдурахманович Нурасулов; * 15. Juli 1992) ist ein russischer Ringer. Er wurde 2012 Junioren-Weltmeister im freien Stil im Schwergewicht.

## Werdegang
Magomedgadschi Nurassulow ist dagestanischer Herkunft. Er ringt seit 2001 und nur im freien Stil. Das Ringen erlernte er in einer Sportschule in Machatschkala, wo er auch heute  noch lebt. Sein erster Trainer war Sadrudin Nasrudinow. Er ist Sportstudent.
Sein erster Start bei einer internationalen Meisterschaft war im Jahre 2011. Dabei belegte er bei der Junioren-Weltmeisterschaft in Bukarest im Halbschwergewicht den 3. Platz. 2012 wurde er dann in Pattaya Junioren-Weltmeister im Schwergewicht. Er verwies dabei Muradin Kuschchow, Ukraine, Gero Petriaschwili, Georgien und Ali Magomedabirow, Aserbaidschan auf die Plätze.
In den Jahren 2011 und 2012 bestritt er auch einige hochwertige internationale Turniere, bei denen er fast immer hervorragend abschnitt. Seinen bisher wichtigsten Sieg im Seniorenbereich erkämpfte er im Januar 2013, als er den renommierten „Iwan-Yarigin“-Grand-Prix in Krasnojarsk vor Mohammad Reza Azan Shahib Seyed, Iran, Oleksandr Chozjaniwskyj, Ukraine und Felix Zarikajew, Russland gewann.
2013 wurde er bei der Europameisterschaft in Tiflis eingesetzt. Er kam dort zu einem Sieg über Wadim Schwedow, Weißrussland, unterlag aber in seinem nächsten Kampf gegen Geno Petriaschwili, Georgien. Da dieser das Finale nicht erreichte, schied er aus und kam auf den 8. Platz.

## Internationale Erfolge
| Jahr | Platz | Wettbewerb                             | Gewichtsklasse | Erfolge |
| 2011 | 3.    | Junioren-WM in Bukarest                | Halbschwer     | hinter Hamed Talebizzarinkamar, Iran und Mamuka Kordzaia, Georgien                                          |
| 2011 | 3.    | Ramazan-Kadyrow-Cup in Grosny          | Schwer         | hinter Chisir Durgajew und Bachtijar Achmedow, Russland                                                     |
| 2012 | 3.    | Golden-Grand-Prix in Krasnojarsk       | Schwer         | hinter Bachtijar Schachabutdinowitsch Achmedow und Tervel Dlagnev, USA                                      |
| 2012 | 3.    | Golden-Grand-Prix in Teheran           | Schwer         | hinter Mohammad Reza Azar Shakib Seyed und Komeil Ghasemi, beide Iran                                       |
| 2012 | 12.   | Welt-Cup in Baku                       | Schwer         | Sieger: Tervel Dlagnev vor Alexei Schemarow, Weißrussland                                                   |
| 2012 | 1.    | Junioren-WM in Pattaya                 | Schwer         | vor Muradin Kuschchow, Ukraine, Gero Petriaschwili, Georgien und Ali Magomedabirow, Aserbaidschan           |
| 2012 | 2.    | Intercontinental-Cup in Chassavyurt    | Schwer         | hinter Giorgi Sakandelidse, Georgien, vor Alan Lawrentjewitsch Chugajew, Russland und Alen Zasejew, Ukraine |
| 2012 | 2.    | New-York-Athletic-Club International   | Schwer         | hinter Tervel Dlagnev, vor Ryan Tomei und Kyle Frey, beide USA                                              |
| 2012 | 1.    | „Ali-Alijew“-Memorial in Machatschkala | Schwer         | vor Chisir Gurgajew, Muradin Kuchchow und Ali Isajew, Aserbaidschan                                         |
| 2013 | 1.    | Iwan-Yarigin-Grand-Prix in Krasnojarsk | Schwer         | vor Mohammad Reza Azar Shakib Seyes, Oleksandr Chozjaniwskyj, Ukraine und Felix Zarikajew, Russland         |
| 2013 | 8.    | EM in Tiflis                           | Schwer         | nach einem Sieg über Wadim Schwedow, Weißrussland und einer Niederlage gegen Geno Petriaschwili, Georgien   |

## Russische Meisterschaften
| Jahr | Platz | Altersklasse | Gewichtsklasse | Ergebnisse                               |
| 2011 | 1.    | Junioren     | Halbschwer     |                                          |
| 2012 | 1.    | Senioren     | Schwer         | vor Witali Gagijew und Schamil Schawajew |

## Erläuterungen
- alle Wettkämpfe im frien Stil
- WM = Weltmeisterschaft
- Halbschwer, Gewichtsklasse bis 96 kg, Schwergewicht, bis 120 kg Körpergewicht